# Алківіад
Алківіад (дав.-гр. Ἀλκιβιάδης; близько 450 року до н. е., Афіни — 404 рік до н. е., Фригія) — давньогрецький державний діяч, оратор і полководець часів Пелопоннеської війни (431—404 роки до н. е.). Був громадянином Афін, належав до аристократичих родів Саламініїв та Алкмеонідів був останнім з Алкмеонідів, про яких немає згадок після Пелопоннеської війни. Рано втратив батька і виховувався його дядьком — Періклом, лідером афінського поліса . Алківіад став одним із найвидатніших представників афінської «золотої молоді». Деякий час він був близьким до Сократа, однак не сприйняв його філософію. Активну політичну діяльність розпочав вже після смерті Перікла як противник Нікієвого миру і прихильник відновлення бойових дій проти Спарти. Ставши стратегом (в 420 року до н. е.), Алківіад сильно змінив зовнішню політику Афін. В 418 року до н. е. він зміг створити нову антиспартанську коаліцію, яка, однак, розпалася після поразки в битві при Мантінеї. Алківіад ініціював і очолив масштабну Сицилійську експедицію, але на півдорозі був відкликаний до Афін через справу гермокопідів. Щоб уникнути суду, він перейшов на бік Спарти, після чого був заочно засуджений співгромадянами до смерті (415 рік до н. е.).
Алківіад дав спартанцям кілька цінних порад, якими Спарта скористалася і які ледь не привели Афіни до повної поразки у війні. Алківіад набув великого авторитету в Спарті, і деякі з його заздрісників спробували його вбити. Алківіад втік до перського сатрапа Тиссаферна і потім з його допомогою прибув на Самос, де базувався афінський флот. Моряки обрали його стратегом. З 411 року до н. е. починається серія перемог Алківіада, в результаті якої перевага в Пелопоннеській війні перейшла на бік Афін. Повернувшись на батьківщину в 407 року до н. е., він був призначений стратегом-автократором (головнокомандувачем армії та флоту). Після поразки, яку зазнав афінський флот за його відсутності, Алківіад був змушений вирушити у вигнання до Фракії, а потім до Персії. В 404 року до н. е., після перемоги Спарти в Пелопоннеській війні, він був убитий за наказом сатрапа Фарнабаза, якого попросили про це Критій і Лісандр .

## Походження та ранні роки

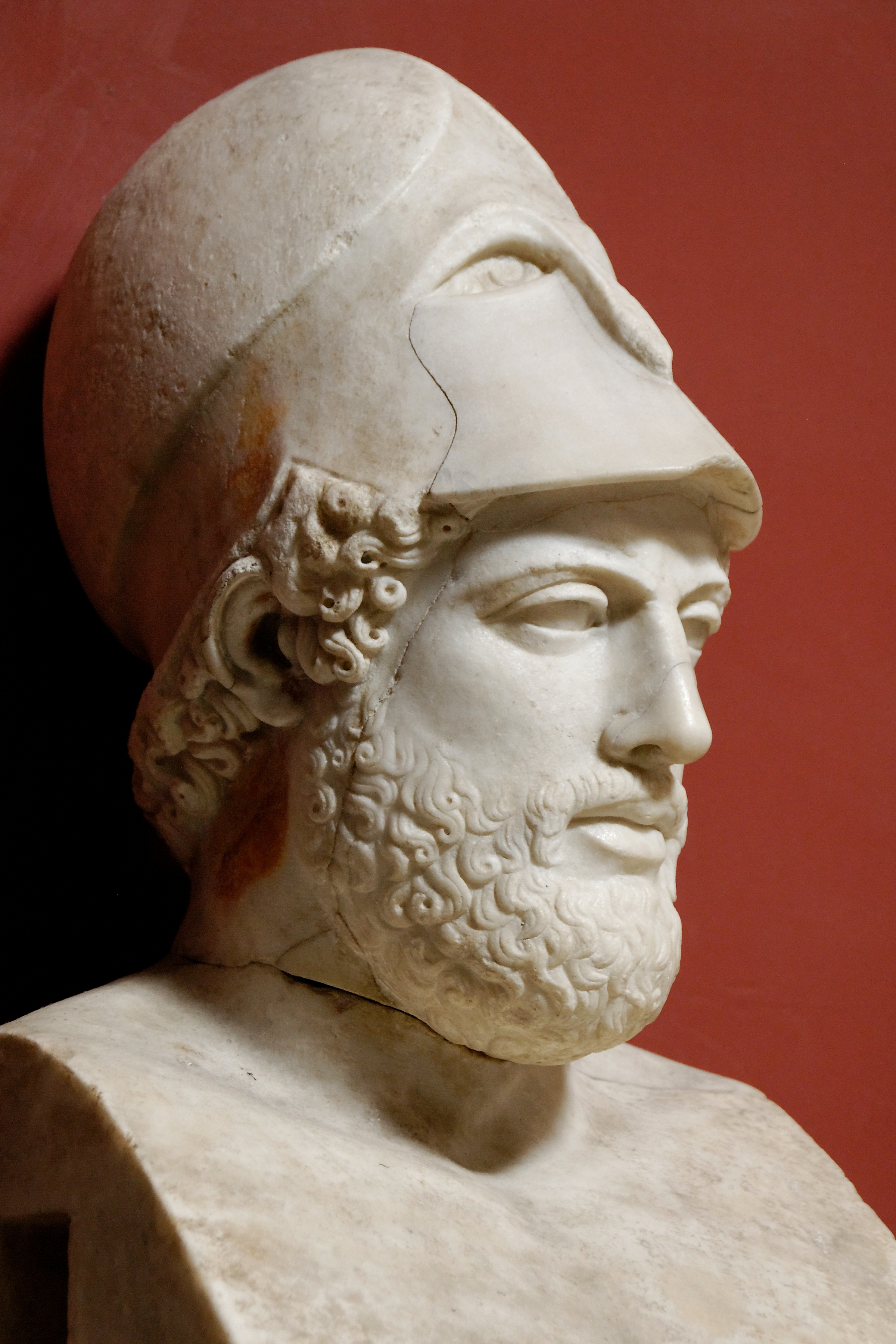
Перикл, двоюрідний дядько Алківіада

Алківіад належав до стародавньої атичної аристократії, яка зводила свою генеалогію до міфологічних героїв. Його пращурами вважалися легендарні царі острова Саламін з сім'ї Еакідів Аякс Теламонід (правнук Зевса, двоюрідний брат Ахілла, герой " Іліади ") і син Аякса Еврісака, що перебрався зі свого царства до Афін . Надійної інформації про те, як цей рід називався в історичну епоху, в збережених джерелах немає. В історіографії звучали варіанти Євпатріди, Еврісакіди та інші завдяки епіграфічним джерелам з'явилися аргументи на користь варіанта Саламінії, але існує думка, що точної назви могло не бути взагалі.
У цій сім'ї з покоління в покоління передавалися імена Алківіад та Кліній. Фукідід називає перше з них лаконським за походженням і пов'язує його появу в Афінах з ксенічними зв'язками між аристократією Аттики та Спарти. Згідно з однією з гіпотез, предки Алківіада могли перебратися в Аттіку з Лаконіки. Вони були приписані до дему Скамбоніди в межах Афін, а сімейні володіння розташовувалися в демі Ерхія . Прапрадід Алківіада (за версією Ісократа — прадід), що носив те ж ім'я, був соратником афінського реформатора Клісфена і брав участь у вигнанні Пісістратідов в 510 до н. е. Його син Кліній у 480 році до н. е. відзначився у битві з персами при Артемісії, командуючи спорядженою на власні гроші трієрою. Син останнього, Алківіад Старший, приблизно в 460-х роках до н. е. був підданий остракізму через своє лаконофільство і пішов у вигнання (чи зміг він повернутися через 10 років або помер на чужині — невідомо).
Син Алківіада Старшого Кліній відновив позиції сім'ї завдяки близькості до Перікла — видатного політика-аристократа, глави демократичної «партії». Дружиною Клінія і матір'ю Алківіада стала Диномаха, представниця роду Алкмеонідів — одного з найзнатніших і найвпливовіших родів Аттики, який утворився, на різні думки, від місцевих автохтонів або від Нелеїдів, царів Пілоса в Мессенії. Вона була дочкою Мегакла, сина Гіппократа, і онукою Клісфена, а Періклу припадала двоюрідною сестрою та свояченицею як сестра його першої дружини . Через таке походження сучасні дослідники нерідко зараховують Алківіада до Алкмеонідів, хоча з цим згодні не всі.
Після Алківіада у сім'ї народився ще один син, Кліній . 447 року до н. е., коли Алківіаду було близько трьох років, його батько загинув у битві при Коронеї. Опікунами хлопчиків стали їхні двоюрідні дядьки Перікл та Арифрон.

Ще в дитинстві та юності Алківіад виявив себе як блискуче обдаровану особистість. Він ріс в обстановці загального шанування та захоплення і був відомий у всьому місті. У таких умовах він виріс вкрай розпещеним і розбещеним. Він вів досить екстравагантне життя, що складається з п'яних гульб і безладних любовних зв'язків. Плутарх у життєписі Алківіада описав деякі його витівки.
«Одного разу Алківіад вдарив Гіппоніка, отця Каллія, — чоловіка родовитого і багатого, а тому мав великий вплив і гучну славу, — вдарив не зі зла і не посварився з ним, а просто для втіхи, за умови з приятелями. Слух про цю нахабну витівку поширився містом і, зрозуміло, був зустрінутий загальним обуренням, Алківіад же, щойно розвиднілося, прийшов до будинку Гіппоніка, постукав, став перед господарем і, скинувши з плечей гіматій, віддав себе в його руки, щоб самому витерпіти. і понести заслужену кару. Гіппонік пробачив його і забув образу, а згодом навіть віддав йому за дружину свою дочку Гіппарету».

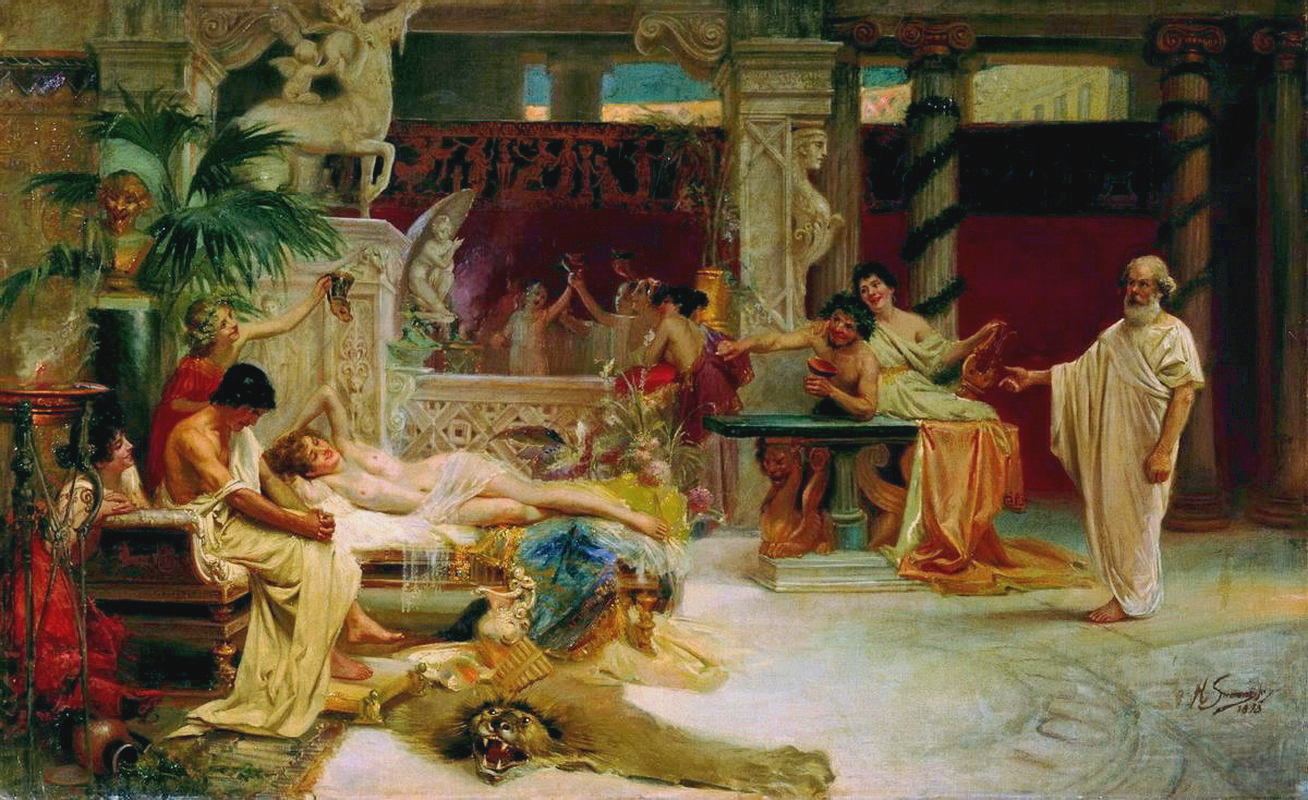
Г. Семирадський. Сократ застає свого учня Алківіада у гетери

Гіппонік видав за нього заміж свою дочку Гіппарет. Однак цей шлюб не був щасливим. Гіппарета пішла від Алківіада до свого брата Каллія і хотіла подати на розлучення, але Алківіад зупинив її. Незабаром дружина Алківіада померла.
Для завоювання слави і престижу Алківіад приймав на себе літургії — громадські повинності, що накладалися на найзаможніших громадян на користь держави: трієрархії, хорегії та епідосиси. Він брав активну і успішну участь у загальногрецьких спортивних змаганнях, точніше, в колісницьких бігах на різних змаганнях — Німейських, Піфійських, Панафінейських та Олімпійських іграх.
Юний Алківіад багато спілкувався із софістами. Великого значення також мали його стосунки із Сократом. 432 року до н. е. вони обидва брали участь в облозі Потидеї. В одній із битв із обложеними Сократ врятував Алківіада від смерті. Через вісім років, у битві при Делії, Алківіад, який служив у кінноті, прийшов на допомогу Сократу, який відступав під натиском фіванців у рядах гоплітів.

## Початок політичної діяльності

Карта Греції до початку Пелопоннеської війни (431 р. до н. е.)

У політичній діяльності Алківіад став вождем гетерії. Гетерії — об'єднання кількох десятків громадян на чолі з харизматичним лідером — були на той час головним інструментом політичної боротьби.
Активна політична діяльність Алківіада розпочалася у 420 році до н. е.. Він виступив рішучим противником Нікієва миру зі Спартою та прихильником відновлення військових дій. При цьому він керувався особистими причинами. Алківіад був обурений тим, що спартанці вели перемовини не через нього, хоча він і був спартанським проксеном, а через Нікія. Так почалася ще й політична боротьба Алківіада та Нікія. Нікій був прихильником миру зі Спартою, Алківіад навпаки — прихильником війни. Алківіад заздрив Нікію та його великому авторитету.
Того ж року його було обрано стратегом і п'ять років поспіль переобирали на цю посаду. Перебуваючи на цій посаді, він вже в перший рік стратегії зміг сильно змінити зовнішню політику Афін. Колишній популярній раніше тенденції до мирних відносин зі Спартою він віддав перевагу ворожнечі з нею. Для цього він почав шукати союзників на Пелопоннесі. Йому вдалося укласти союз з Аргосом, одвічним ворогом Спарти. Потім до цього союзу приєдналися ще два колишні спартанські союзники — Мантінея та Еліда.
Створення цієї коаліції було першим великим дипломатичним успіхом Алківіада. Союз дозволяв Афінам створити плацдарм на Пелопоннесі та підпорядковувати своєму впливу інші міста. У той же час Нікієв світ, як і раніше, був у силі, і ситуація складалася двозначною. Щоб прояснити ситуацію, спартанці відправили послів до Афін. Однак Алківіад дискредитував послів перед народними зборами та зірвав їхню місію. Нікій насилу відмовив спартанців від негайного розриву мирного договору.
419 року до н. е. афіняни з ініціативи Алківіада звинуватили спартанців у порушенні умов миру та оголосили їх агресорами, хоча насправді все було навпаки. 418 року до н. е. війська коаліції (Аргос, Мантінея, Аркадія, Афіни) були вщент розбиті в битві при Мантінеї ; у містах Пелопоннесу перемогли прихильники союзу зі Спартою, і встановилася олігархія. Демократичний альянс розпався, а більшість його членів знову увійшли до Пелопоннеського союзу.
В 416 року до н. е. афіняни спробували підпорядкувати нейтральний острів Мелос, населений дорійцями, а після їх відмови вступити в союз почали військову кампанію проти Мелоса. Мелосці після тривалої облоги здалися. Афінські народні збори ухвалили перебити всіх дорослих чоловіків-жителів острова і звернути в рабство жінок і дітей, а на острові поселити афінських колоністів. Ініціатором цього заходу був, за деякими відомостями, Алківіад.
У тому ж році Алківіад здобув блискучу перемогу на Олімпійських іграх. Він виставив на змагання сім колісниць і посів одразу перше, друге та третє місця. Переможцем у колісницьких бігах вважався не візник, а власник упряжки. Тому одна людина могла зайняти відразу кілька перших місць. Після цієї перемоги Алківіад став чи не найзнаменитішою людиною у всій Греції.
Протистояння Нікія та Алківіада призвело до останнього остракізму в афінській історії. Остракофорію було проведено з ініціативи демагога Гіпербола. І Нікій, і Алківіад досягли у полісі впливового становища, яке могло здатися народу небезпечним. За задумом Гіпербола, афіняни мали вигнати або Алківіада, або Нікія. Однак вони «змовилися і, об'єднавши сили своїх прихильників, навернули остракізм проти самого Гіпербола». Саме такий результат вплинув на припинення практики остракізму. Точна дата остракофорії невідома. З біографій Плутарха можна дізнатися, що ця остракофорія відбулася в період між битвою при Мантінеї (418 р. до н. е.) та початком Сицилійської експедиції (415 р. до н. е.). Тобто остракофорія відбулася навесні 417, 416 або 415 року до н. е.. Найпопулярнішою в історіографії була дата 417 до н. е. на підставі даних з історичної праці Феопомпу. Фукідід згадує про остракізм Гіпербола, розповідаючи про його вбивство в 411 році до н. е.. Сам факт змови Нікія та Алківіада викликає сумнів у сучасних істориків. Прихильники Нікія і Алківіада, навіть об'єднавшись, не могли вплинути на результат голосування через свою нечисленність (це дало б у сумі лише 100—150 голосів) . Таким чином, мала статися якась подія, яка спонукала більшість афінян проголосувати за остракізм Гіперболу.

Карта Сицилійської експедиції

Взимку 416/415 р. до н. е. до Афін прибули посли з сицилійського міста Егести. Вони просили військової допомоги афінян. Афіняни позитивно поставилися до цієї пропозиції та відправили послів на Сицилію. У лютому чи березні афінське посольство повернулося до Афін. Незабаром відбулися Народні збори. На ньому було ухвалено рішення відправити на Сицилію трьох стратегів-автократорів: Алківіада, Нікія та Ламаха. Алківіад виступав найрішучішим прихильником Сицилійської експедиції. Нікій, навпаки, вважав експедицію «важкою справою» і вмовляв афінян відмовитися від цієї ідеї. Однак на цих зборах Нікій ніяк не чинив опір рішенню призначити його стратегом в експедиції, яку він вважав заздалегідь приреченою на провал. Тільки через п'ять днів, на наступних зборах, Нікій розкритикував військову експедицію, що готується. В результаті афіняни вирішили ще більше збільшити експедиційні сили. Історик І. Є. Суріков припускає, що в ці п'ять днів між одними народними зборами та іншими відбулася остракофорія. На перших зборах і Алківіад, і Нікій як би показали, що в них та сама позиція щодо Сицилійської експедиції. У масі демосу настало збентеження, викликане тим, що вони не розуміли, проти кого голосувати. Раніше, якби вони проголосували за Алківіада, то й за експедицію на Сицилію, а якби за Нікія, то проти експедиції. Але тепер остракізм виявлявся марним, і в результаті афіняни вигнали ініціатора цієї остракофорії Гіпербола.
За кілька днів до відплиття в Афінах стався інцидент. Вночі якісь зловмисники понівечили герми — шановані зображення бога Гермеса, що стояли на міських вулицях. Почалося слідство . Спочатку поповзли чутки, що це зробили коринтяни, які хотіли затримати чи зірвати експедицію. Дехто бачив у цьому недобру ознаку, але більшість афінян побачили в цьому «звичайну п'яну витівку розбещених молодиків». Політичні противники Алківіада звинуватили його та його гетерію у понівеченні герм. Якийсь Андрокл навів кількох рабів і метеків, які нібито бачили, що Алківіад і його друзі понівечили герми. Вони ж повідомили, що Алківіад вчинив і інше блюзнірство: він і його друзі зображували на своїх пиятиках священний релігійний ритуал — Елевсінські містерії . Алківіад вимагає негайного суду, сподіваючись спростувати всі звинувачення. Однак його противники, побоюючись присутності відданого йому флоту, заявили, що краще відкласти цю справу до закінчення війни на Сицилії.
Алківіад, Нікій та Ламах відпливли до Сицилії на ста сорока трієрах . Прибувши до Італії, афіняни взяли Регій . Потім вони переправилися на Сицилію та взяли Катану. На цьому успішні дії Алківіада закінчились. За ним прибув із Афін державний корабель «Саламінія» із викликом на суд. Він на своєму кораблі разом із «Саламінією» відплив із Сицилії, нібито до Афін. Однак у Фуріях Алківіад та його друзі висадилися на берег і втекли. Люди з «Саламінії» після безуспішних пошуків повернулися до Афін. Там Алківіад був заочно засуджений до страти, а його майно конфісковано. Дізнавшись про це, Алківіад вигукнув: "А я доведу їм, що ще живий! ".

## Алківіад у Спарті
Тим часом сам він утік із Фурій до Кіллена в Еліді на Пелопоннесі і оселився в Аргосі. Але, побоюючись за свою безпеку, він розпочав переговори зі спартанцями про надання політичного притулку. При цьому він пообіцяв спартанцям деякі послуги і своє слово дотримав. Радісно зустрінутий у Спарті, він запропонував їм відправити на допомогу Сіракузам спартанський загін на чолі з Гилиппом . Це зрештою і призвело до поразки афінян. Після відновлення війни між Афінами та Спартою у 413 р. до н. е. Алківіад запропонував змінити тактику: замість щорічних літніх вторгнень із Пелопоннесу він запропонував захопити фортецю Декелею і перетворити її на свій постійний плацдарм в Аттиці. Відповідно до Плутарху, «ніякий інший удар було знесилити рідне місто Алківіада так само непоправно».У Спарті Алківіад різко змінив свій спосіб життя. Плутарх писав:

«Здобувши добру славу цією далекоглядністю державного діяча, анітрохи не менше захоплення викликав він і своїм приватним життям: чисто спартанськими звичками та замашками він остаточно полонив народ, який, дивлячись, як коротко він острижений, як купається в холодній воді, їсть ячмінні коржики та чорну юшку, просто не міг повірити, що ця людина тримала колись у будинку кухаря, ходила до торговця пахощами або хоч пальцем торкалася мілетського плаща».

Територія стародавньої Спарти

Скориставшись відсутністю спартанського царя Агіда II, який командував спартанським гарнізоном у Декелеї, він вступив у любовний зв'язок з його дружиною Тімеєю . Пізніше Тимея народила від Алківіада сина, названого Леотихидом. Агід, зрозумівши, що не може бути батьком дитини, відмовився його визнати і став відтоді ворогом Алківіада. Згідно з Плутархом, Тимея була закохана в Алківіада, а Алківіад вступив з нею у зв'язок тільки з бажання, щоб Спартою правили його нащадки. Якщо це було так, задум Алківіада не вдався: царем після смерті Агіда став його молодший брат Агесилай .
413 року до н. е. розпочався останній період Пелопоннеської війни — Декелейська, або Іонійська війна. Цей період розпочинався під знаком переваги Спарти. Від Афін почали відпадати її союзники по Архе . Це серйозно послаблювало фінансову міць Афін, які збирали податки із союзників. Спартанці домовилися з перським царем Дарієм II та його малоазійськими сатрапами про фінансову допомогу. Метою цієї допомоги було створення спартанського флоту, який міг протистояти сильному афінському флоту. Спарта зобов'язувалася передати Персії грецькі міста Малої Азії, відвойовані під час греко-перських воєн.
412 року до н. е. спартанський флот вийшов у Егейське море, щоб допомогти полісам, що відпали від афінян. Алківіад знаходився при флоті і діяв дуже вдало — «схилив до заколоту майже всю Іонію і разом зі спартанськими воєначальниками завдав афінянам величезних збитків» . Тим часом у Спарті його заздрісники та вороги, у тому числі Агід, наказали вбити Алківіада. Дізнавшись про це, Алківіад через деякий час втік до перського сатрапа Тиссаферна .
Алківіаду вдалося зачарувати Тиссаферна, який, судячи з античних джерел, ненавидів греків та грецький спосіб життя. Тіссаферн слідував більшості порад Алківіада і називав його другом. Також він перейменував на честь Алківіада найкращий зі своїх садів. Алківіад закликав сатрапа зменшити фінансову допомогу спартанцям, вказуючи, що так легше діятиме за принципом " Поділяй і володарюй ". Перебуваючи при дворі Тиссаферна, Алківіад розпочав переговори з афінянами з метою повернення на батьківщину. В афінському флоті, що базувався на Самосі, виник рух на користь Алківіада. Той писав у посланні, що готовий перейти на бік Афін і схилити персів на допомогу афінянам, але ставив умовою ліквідацію афінської демократії та встановлення олігархічного режиму.

## Участь у війні на боці Афін
411 року до н. е. уповноважені від флоту прибули до Афін і повалили демократію. У полісі утвердився олігархічний проспартанський режим (Рада 400). Вони аж ніяк не збиралася повертати Алківіада, оскільки планували укласти мирний договір зі Спартою . Афінський флот на Самосі відмовився підкорятися олігархічному уряду. В Афінській державі виявилося два уряди. Моряки підтримували демократичний лад, оскільки набиралися з найбідніших верств громадян. Таким чином, вони були кровно зацікавлені у існуванні демократії. Моряки обрали стратегів і закликали Алківіада командувати флотом. Після його прибуття вони запропонували негайно вести флот на Афіни проти олігархічного режиму, але Алківіад вирішив не відволікатися від основного завдання боротьби зі спартанським флотом. Перш ніж повернутися до рідного міста, Алківіад вирішив зарекомендувати себе військовими перемогами. А режим Чотирьохсот незабаром був повалений і замінений помірнішою олігархією, яка офіційно ухвалила повернути Алківіада з вигнання. Через деякий час афінську демократію було повністю відновлено.
З 411 року до н. е. починається серія перемог Алківіада, в результаті якої Пелопоннеська війна була на межі перелому, а перевага виявилася на боці Афін. Спочатку він із вісімнадцятьма кораблями попрямував у бік Коса та Книда . Потім він отримав звістку, що спартанський флот під командуванням Міндара йде до Геллеспонту, а афінський флот женеться за ним. Алківіад вирішив плисти на допомогу іншим стратегам. Його прибуття змінило хід битви при Абідосі . Спартанці вже перемагали афінян, коли з'явився Алківіад та атакував їх. Спартанці втекли, моряки бігли на сушу під захист перського сатрапа Фарнабаза.
Після цієї перемоги Алківіад вирішив похвалитися успіхом перед Тіссаферном і прибув до нього на одній трієрі, взявши подарунки. Однак Тіссаферн, боячись царського гніву за порушення угод зі Спартою, посадив його до в'язниці в Сардах. Через місяць Алківіаду вдалося втекти до Клазоменів. Потім Алківіад повернувся до розташування афінського флоту.
Тим часом Міндар і Фарнабаз з'єдналися і розташувалися в Кізіці, а до афінського флоту приєдналися 20 кораблів під командуванням Фрасібула та ще 20 кораблів під командуванням Ферамена . Протягом кількох років три флотоводці — Алківіад, Фрасібул і Ферамен — вели дуже успішні дії проти спартанців. Про будь-які розбіжності чи конфлікти між ними не повідомляється в античних джерелах. Певне, Ферамен і Фрасибул визнали Алківіада верховним керівником афінського флоту . Алківіад виступив із промовою перед воїнами, закликаючи дати бій «на морі, на суші і навіть на стінах міста». Потім він наказав потай виступити до Кізіка під зливою. В результаті афінський флот відрізав флот Міндар від гавані Кізіка. Боячись, що спартанці відступлять, побачивши чисельну перевагу афінських судів, Алківіад рушив в атаку із сорока кораблями. У розпалі бою на спартанців напали й інші афінські кораблі. Спартанці стали висаджуватися на суші і почали тікати. Алківіад негайно висадився і переслідував відступаючих. У цій різанині загинув Міндар, а Фарнабаз втік. Спартанці зазнали нищівного розгрому, їх флот було знищено і захоплено, головнокомандувач загинув. Афіняни зайняли Кізік, перебивши невеликий спартанський гарнізон. У місті Хрисополь Алківіад заснував митницю для стягування десятивідсоткового мита з кораблів, що йдуть з Чорного моря до Егейського. Завдяки цьому Афіни отримали нове джерело доходів.
410 року до н. е. армія Алківіада базувалася в Лампсаку . Алківіад з'єднався з Фрасіллом, і вони спільно рушили на Абідос . Проти них виступив Фарнабаз із перською кіннотою. Афіняни здобули перемогу в кінному бою і до ночі переслідували персів.
409 року до н. е. Алківіад виступив проти Халкедону і Візантії, колишніх афінських союзників, які перейшли на бік Спарти. Дізнавшись про наближення афінян, халкедонці зібрали своє майно і вивезли до дружньої їм Віфінії, віддавши на зберігання фракійцям. Тоді Алківіад прибув до Віфінії і почав вимагати видачі майна халкедонців, погрожуючи війною у разі відмови. Фракійці віддали йому халкедонське майно і уклали з ним мирний договір. Після цього Алківіад розпочав облогу Халкедону. Він оточив місто стіною від моря до моря. Спроба вилазки обложених на чолі зі спартанським гармостом (намісником) Гіппократом закінчилася невдачею, а сам Гіппократ упав у бою. Згодом Алківіад відплив до Геллеспонта для збору податей і взяв місто Селімбрію. Тим часом стратеги, які брали в облогу Халкедон, уклали з Фарнабазом угоду, за якою останній зобов'язався виплатити контрибуцію, Халкедон повертався до складу Афінської держави, а афіняни зобов'язалися більше не розоряти Даскілею, сатрапію Фарнабаза. Коли повернувся Алківіад, Фарнабаз умовив і його дати клятву дотримуватись укладеної в Халкедоні угоди.

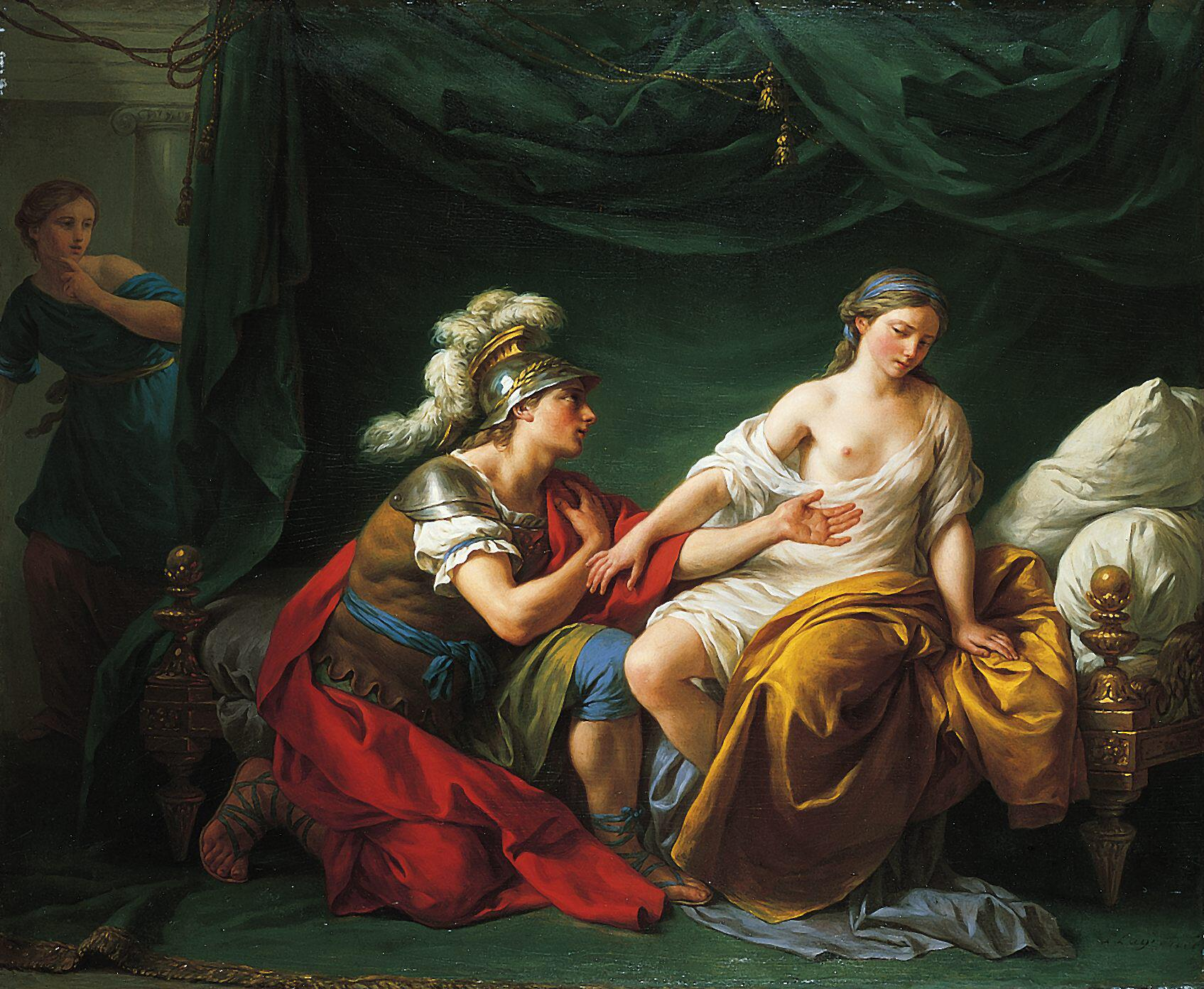
Алківіад на колінах перед коханкою, Лагрені

Після падіння Халкедону афіняни в 408 році до н. е. обложили Візантій. Афіняни знову стали оточувати місто стіною, розраховуючи взяти Візантій ізмором. У місті знаходився спартанський гарнізон на чолі з гармостом Клеархом, а також союзні периеки, мегарці та беотійці. У впевненості, що ніхто не здасть місто афінянам, Клеарх поплив до Фарнабаза по фінансову допомогу. Коли він сплив, кілька візантійців вирішили здати місто афінянам. Вночі змовники відчинили ворота міста. Афіняни негайно зайняли місто і змусили сили Пелопоннеського союзу здатися. Візантій упав. Чорноморські протоки були повністю очищені від спартанських та перських сил; афіняни відновили контроль над цим стратегічно важливим регіоном.
Тепер Алківіад прагнув на батьківщину в ореолі переможця. В Афінах тим часом Алківіада обрали стратегом. Однак, його пригнічували деякі побоювання, тому він спочатку наказав розвідати, як до нього ставляться в Афінах. Навесні 407 року до н. е. Алківіад з усім блиском прибув у Пірей на чолі переможного флоту. Все місто, радіючи, вийшло зустрічати переможця. Однак не без боязкості підпливав він до пристані і, тільки коли побачив свого двоюрідного брата Евріптолема, зійшов на берег. Він був радісно зустрітий народом. Потім він виступив у Народних зборах, нарікаючи народу за його вигнання, і вселив афінянам надію на перемогу. Незабаром його було обрано стратегом-автократором — головнокомандувачем сухопутних та морських сил з необмеженими повноваженнями. Це була найвища точка його кар'єри. Алківіад вирішив організувати урочисту процесію з Афін до Елевсіну до «Храму двох богинь», частини Елевсінських містерій. Відколи спартанці зайняли Декелею, проводити таку процесію стало небезпечно. Афіняни були змушені проводити процесію морем. Але Алківіаду вдалося в належний термін організувати процесію цілком відповідно до давніх звичаїв, забезпечивши її сильною озброєною охороною. Спартанці не наважилися напасти на неї. На думку І. Є. Сурікова, Алківіад прагнув стерти у народу пам'ять про профанування ним Елевсінських містерій в 415 до н. е., за яке він був засуджений, і виставити себе захисником і покровителем одного разу зганьблених ним святинь.
Незабаром Алківіад провів набір війська і вирушив із флотом проти повсталого Андроса . Він завдав поразки андросцям і спартанцям, що підтримували їх, але саме місто він не взяв. Тепер народ вимагав від нього ще більших перемог. Однак Алківіад був обмежений у фінансових коштах. Йому доводилося часто відлучатись для пошуку фінансових коштів задля платні морякам. 406 року до н. е., Вирушаючи за жалуванням, Алківіад залишив командувачем флоту Антіоха, наказавши йому не вступати в бій зі спартанцями. Той порушив наказ і зазнав поразки від спартанського наварха Лісандра у битві за Нотії . Дізнавшись про це, Алківіад повернувся на Самос і спробував дати Лісандру новий бій, але той залишився у гавані.
Фрасібул, син Фрасона, відплив до Афін і став звинувачувати Алківіада в Народних зборах у тому, що він залишив командування негідним людям, а сам сплив, щоб розважитись у суспільстві абідоських та іонійських гетер. В результаті афіняни усунули його від командування та призначили замість нього десять стратегів. Алківіад, побоюючись гніву народу, вирішив вирушити у вигнання.

## Вигнання та загибель

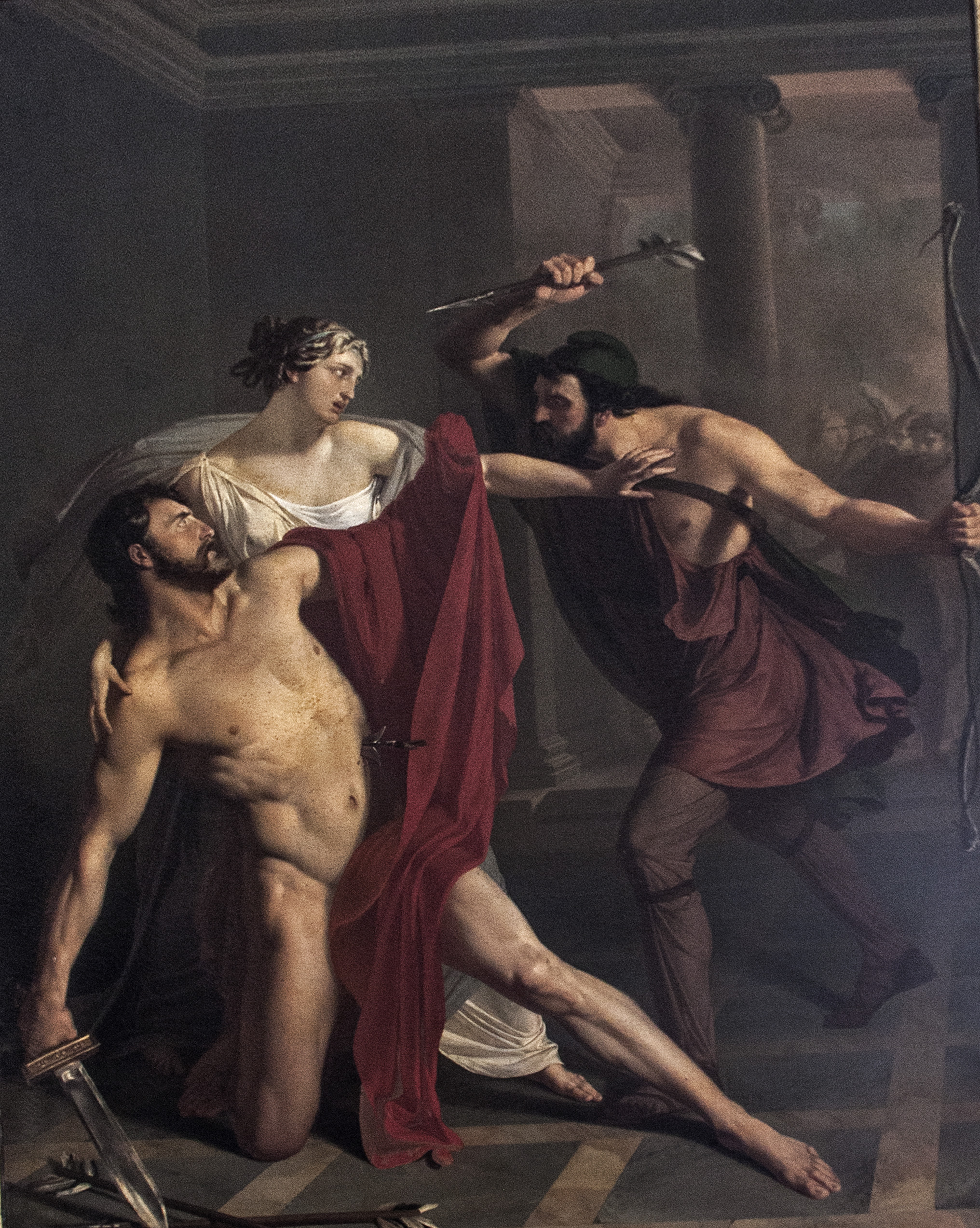
Мішель де Наполі (1808—1892). «Смерть Алківіада» (близько 1839), Національний археологічний музей Неаполя

Він відплив із Самоса на одній трієрі на Херсонес Фракійський і оселився у власному замку. Набравши загін найманців і зав'язавши дружні стосунки з фракійськими царями Севтом і Медоком, він почав допомагати їм у військових походах проти непідвладних їм фракійців.
405 року до н. е. афіняни вели військові дії проти спартанців поблизу Херсонеса Фракійського. Афінським флотом командували такі стратеги як Тідей, Менандр та Адімант. Афіняни стояли на європейському березі Геллеспонта, неподалік замку Алківіада, а спартанці — на правому. Афіняни намагалися викликати спартанців на битву, роблячи у них на очах маневри у водах протоки. Але спартанський новарх Лісандр не піддавався на провокації і зберігав демонстративну бездіяльність, при цьому пильно спостерігаючи за діями афінян.
Алківіад прибув на коні до стоянки афінського флоту і вказав стратегам на те, що обране ними місце для стоянки флоту дуже вразливе і невдало, тому що поблизу немає ні гаваней, ні міст. Він пропонував їм відвести корабель у Сест, найближчу гавань, на що стратеги відповіли відмовою, а Тидей звелів йому забиратися, додавши: «Тепер не ти стратег, а інші». Через кілька днів Лісандр, застигши афінян зненацька, вщент розгромив їх. Ця поразка афінян стала вирішальною: пануючий на морі спартанський флот обложив Афіни, і афіняни згодом змушені були здатися в 404 до н. е.
Побоюючись спартанців, Алківіад вирішив перебратися до Віфінії. Однак там його обібрали розбійники-фракійці, і він віддався під заступництво перського сатрапа Фарнабаза. Сатрап гостинно його прийняв і поселив у своїх володіннях, у селищі Гриній у тій же Вифінії. Згідно з Плутархом та Непотом, Алківіад навіть хотів вирушити до двору перського царя Артаксеркса II, куди він сподівався потрапити за допомогою Фарнабаза.
В Афінах демократія була ліквідована, та на пропозицію Ферамена було організовано уряд із Тридцяти тиранів . Фактичний лідер уряду, Критій, бачив в Алківіаді небезпечного конкурента, який міг стати вождем демократичних сил. Згідно з Плутархом, і серед афінського народу, незадоволеного терором Тридцяти тиранів, назрівав рух на користь Алківіада. Критій переконав Лісандру, що Алківіад може перешкодити спартанській гегемонії над Грецією. Лісандр погодився з його аргументами. До того ж, зі Спарти йому надійшов лист, у якому наказувалося вбити Алківіада. Лісандр відправив Фарнабазу листа з проханням умертвити Алківіада. Фарнабаз доручив цю справу своєму братові Багею та дядькові Сузамітрі. У цей час Алківіад жив разом із гетерою Тімандрою. Плутарх так описував смерть Алківіада:
«Увійти до будинку вбивці не наважилися, але оточили його та підпалили. Помітивши пожежу, Алківіад зібрав усе, які вдалося, плащі і покривала і накинув їх зверху на вогонь, потім, обмотавши ліву руку хламідою, а в правій стискаючи оголений меч, благополучно проскочив крізь полум'я, перш ніж встигли спалахнути кинуті ним плащі, та, з'явившись перед варварами, розсіяв їх одним своїм виглядом. Ніхто не наважився перегородити йому шлях або вступити з ним у рукопашну, — відбігши подалі, вони кидали списи і пускали стріли. Нарешті Алківіад упав, і варвари пішли; тоді Тимандра підійняла тіло з землі, закутала і обернула його в кілька своїх хітонів і з пишністю, з шаною — наскільки дістало коштів — поховала».

## Особистість
Як писали пізніші історики, вже у юнацькому віці, разом із шляхетними рисами характеру та непоганими здібностями він виявляв себелюбство, легковажність, зухвалість, зарозумілість і пристрасне прагнення бути всюди першим. Його краса, високе походження та вплив Перікла придбали йому безліч друзів та шанувальників; великий вплив на нього мав також Сократ, але гарні сторони його характеру не могли вже здобути гору над поганими. У той же час він мав дефект мови (картавість), яку від нього успадкували і його сини.

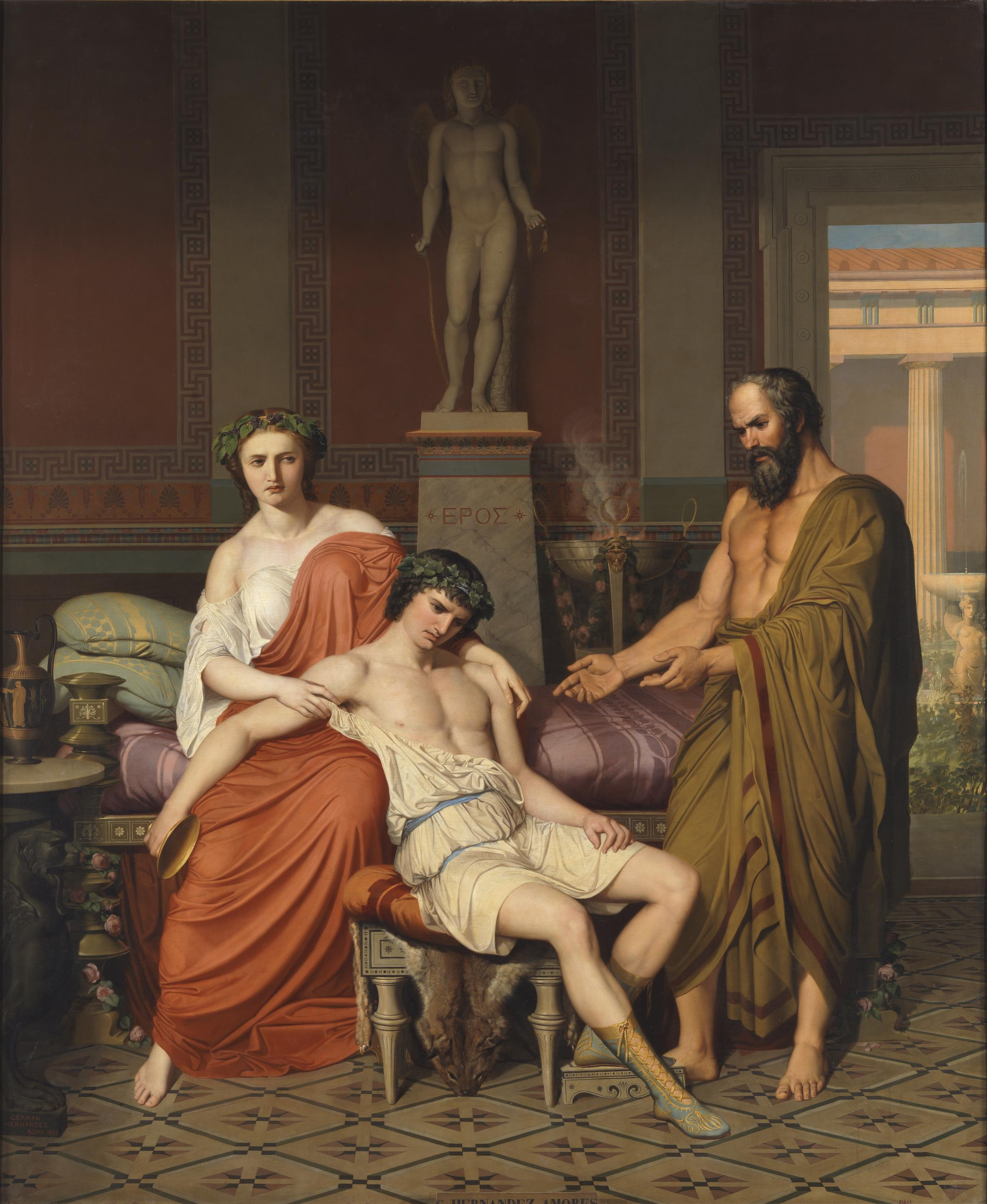
Сократ робить догану Алківіаду в будинку гетери

### Особисте життя
З 447 року до н. е. Алківіад виховувався у будинку Перікла. Його опікунами стали Перікл та його брат Аріфрон. В умовах загального шанування Алківіад виріс вкрай розбещеним. Вже в юності він вів екстравагантне життя, повне безладних любовних зв'язків із гетерами та коханцями (філософ Біон Борисфенський засуджував Алківіада за те, «що в юності він відводив чоловіків від їхніх дружин, а в молодості — дружин від їхніх чоловіків»). Історик Едуард Мейєр висловлював припущення, що Перікл пророкував Алківіада у свої політичні наступники, оскільки у його синів Ксантіппа та Парала не було жодних особливих талантів. Алківіад, найімовірніше, відчував ревнощі до лідера афінського поліса, а друзі Алківіада нашіптували йому взяти владу в полісі в свої руки.
Велике значення для Алківіада мали його стосунки із Сократом. У той час як інших приваблювала краса Алківіада, Сократ побачив його добрі природні риси, які філософ згодом намагався розвинути в хлопчику. Алківіад захоплювався й поважав Сократа. Плутарх й Платонописують Алківіада як коханого Сократа, перший стверджує, що Алківіад «боявся і поважав лише Сократа, а решту своїх коханців зневажав».
Алківіад одружився з Гіппаретою, дочкою Гіппоніка з роду Керіков, взявши з неї посаг у 10 талантів. Після того, як вона народила сина, Алківіад зажадав ще 10 талантів, «стверджуючи, ніби таким був договір на випадок, якщо з'являться діти». Потім Алківіад почав їй зраджувати з гетерами. Тоді вона пішла до свого брата Каллія і вирішила подати на розлучення. Коли вона прийшла на Агору, щоб подати архонту вимогу про розлучення, Алківіад, що з'явився, «раптово схопив її і поніс через всю площу додому». Від її шлюбу з Алківіадом народилося двоє дітей: син Алківіад та дочка, ім'я якої невідоме.
Також Алківіад мав сина Леотіхіда від спартанської цариці Тимеї. Перебуваючи на Самосі 411 року до н. е., він встиг прижити дітей із деякими самоськими аристократками. Згодом їхні нащадки зводили своє походження до Алківіада, такі як, наприклад, історик епохи еллінізму Дурід.

### Політичні погляди

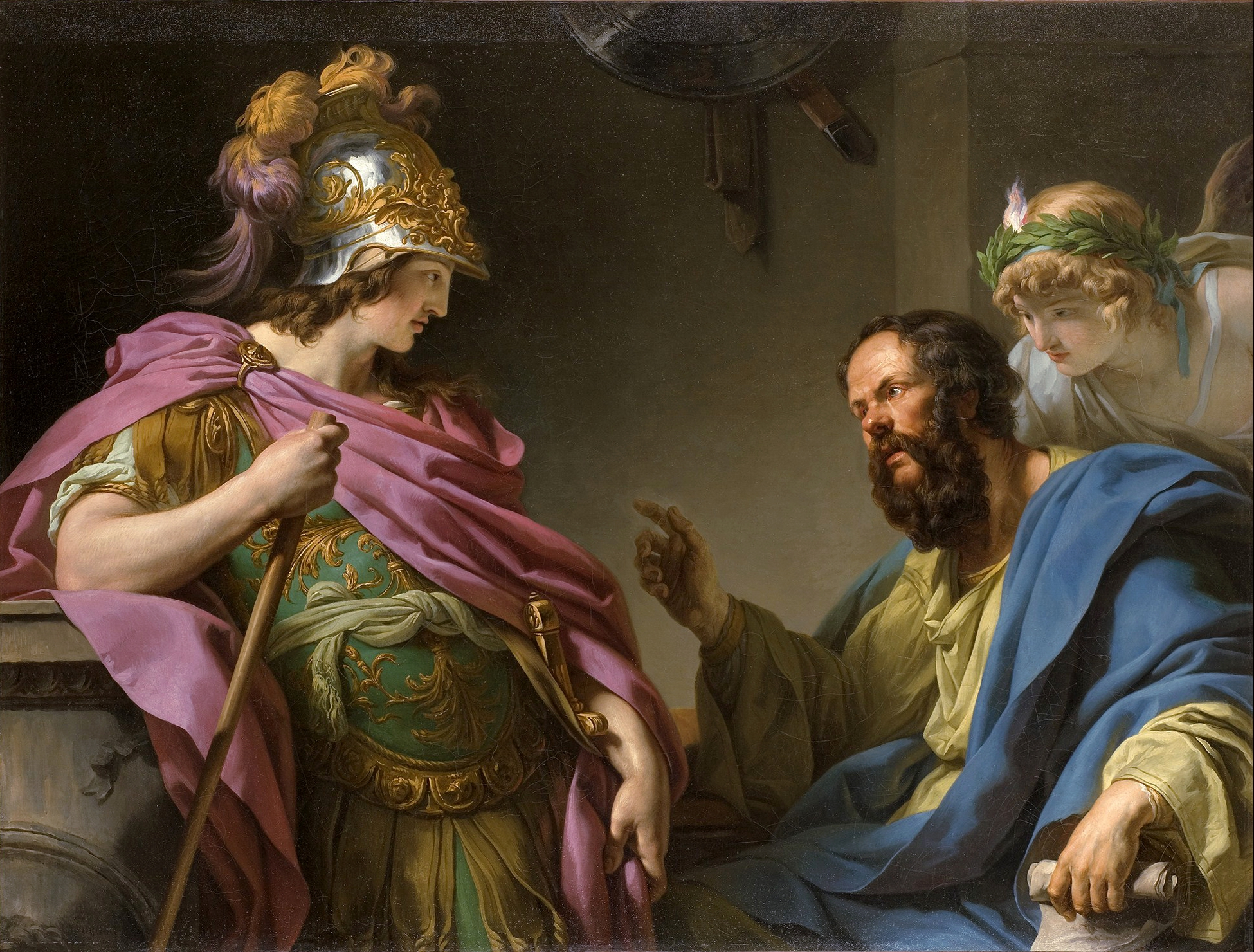
Алківіад отримує уроки від Сократа.

У вченні Сократа його залучали насамперед його аристократичні та антидемократичні сторони. Сократ вважав, що управління полісом має бути в руках лише «найкращих» людей. Алківіад, знаючи про свої таланти, зараховував себе саме до цих «найкращих» людей і потай прагнув до тиранічної влади в полісі . Плутарх розповідає одну історію, що характеризує його схильність до тиранії. Одного разу він прийшов до Перікла, але йому сказали, що Перікл був зайнятий — він розмірковував над звітом народних зборів. Тоді Алківіад, йдучи, сказав: «А чи не краще йому було б подумати про те, як взагалі не давати звітів?». Однак, будучи обережним, він не став відкрито показувати своє прагнення до тиранії, а створив гетерію, яка за своєю суттю була антидемократичною. Почавши політичну діяльність, Алківіад протягом наступних п'яти років почав набирати популярності в полісі.
Після тріумфального повернення Алківіада до Афін багато хто очікував, що він захопить владу в полісі. «Якого погляду щодо тиранії тримався сам Алківіад, нам невідомо», — писав Плутарх. Однак він не зробив цього кроку. Причина цього достеменно невідома. Історик І. Є. Суріков вважає, що в його свідомості були ще дуже сильні елементи полісного менталітету: він виріс і сформувався як особистість в атмосфері афінської демократії, при якій була дуже сильна ненависть до тиранії.

### Ораторські здібності
Алківіад був наділений даром красномовства, попри свою картавість. Це мало велике значення в умовах афінської демократії, коли всі питання державного життя вирішувалися під час відкритого обговорення. Плутарх писав про ораторський талант Алківіада:
«Хоча походження, багатство, висловлене в битвах мужність, підтримка численних друзів і родичів відкривали йому широкий доступ до державних справ, Алківіад вважав за краще, щоб його вплив в народі ґрунтувався насамперед на властивому йому дару слова. А що він був майстер говорити, про це свідчать і коміки, і найбільший з ораторів, який у промові проти Мідія зауважує, що Алківіад, крім усіх своїх достоїнств, був ще й напрочуд красномовний. Якщо ж вірити Феофрасту, людині надзвичайно широкої начитаності і найґрунтовнішому знавцю історії серед філософів, Алківіаду не було рівних у вмінні розшукати і обміркувати предмет мови, але якщо доводилося вибрати, не тільки що, але і як слід говорити, в яких словах і виразах, він часто відчував непереборні труднощі, збивався, зупинявся посеред фрази і мовчав, проґавивши потрібне слово і намагаючись знову його зловити».

### Полководницький талант
У військовій сфері Алківіад відводив велику роль військово-морському флоту та розширенню сфери його використання (дії на морських комунікаціях, блокада узбережжя, вторгнення з моря на територію супротивника). Попри свої критичні коментарі, Фукідід у короткому відступі визнає, що «публічно його ведення війни було настільки хорошим, наскільки можна було бажати». Діодор і Демосфен вважають його великим полководцем. За словами Фотіадіса, Алківіад був непереможним полководцем і, куди б він не йшов, перемога супроводжувала його; якби він очолював армію на Сицилії, афіняни уникли б катастрофи, і якби його співвітчизники дотримувалися його поради в Битві при Егоспотамі, Лісандр програв би, а Афіни правили б Грецією. На початку Сицилійської експедиції Алківіад досяг деяких успіхів. Це був перший випадок, коли Алківіад командував військами. Своїми успіхами він підтвердив свій полководницький талант. Але найбільше він проявився під час кампанії у Мармуровому морі у 411—408 роках до н. е.. В результаті цієї кампанії Пелопоннеська війна була на межі перелому, а перевага виявилася на боці Афін.

## Алківіад у мистецтві та літературі

### В античній літературі
Життя та діяльність Алківіада докладно описані в античних джерелах. В «Історії» Фукідіда та «Грецької історії» Ксенофонта Алківіад є однією з головних дійових осіб. Фукідід розповів про початок його кар'єри, а Ксенофонт — про її завершальний етап. Обидва історики були сучасниками подій і особисто знали Алківіаду. Крім них, сучасником подій був комедіограф Арістофан, у творах якого неодноразово згадується Алківіад. Із сучасників Алківіада про нього писав і його ворог Антифонт — оратор, який створив «Ганьби Алківіада». То справді був політичний памфлет, що містив особисті нападки і написаний, мабуть, у 410-х роках до н. е..
Часто писали про Алківіад автори IV століття до н. е. (Лісій, Андокід, Ісократ, Демосфен,). Він є одним із героїв у кількох діалогах Платона, зокрема, у «Бенкеті». Два платонівські діалоги носять назви «Алківіад I» і «Алківіад II». На відміну від Платона, Арістотель майже зовсім не згадує Алківіада у своїх трактатах. На основі власного досвіду Антисфен описав надзвичайну фізичну силу, мужність і красу Алківіада, кажучи: «Якби Ахіллес не виглядав так, він не був би по справжньому красивим».
Про діяльність Алківіада писали пізніші автори Діодор і Юстин. Збереглися дві біографії Алківіада. Більш рання їх написана римським біографом I століття до н. е. Корнелієм Непотом. Цей життєпис є коротким і конспективним, і в ньому є деякі фактичні помилки. Інший автор, Плутарх, написав життєпис Алківіада, який є дуже ретельним та інформативним джерелом.

### У відеоіграх
- Алківіад з'являється у грі Assassin's Creed Odyssey, розробленої Ubisoft Quebec і випущеної в 2018 році.

### Дослідження
- Кузіщин В. І. Історія Стародавньої Греції. — М. : Высшая школа, 1996. — ISBN 978-5-7695-7746-8.
- Лурье С. Я. Історія Греції. — СПб. : Видавництво С.-Петербурзького ун-ту, 1993. — 680 с.
- Сергеев В. С. История Древней Греции. — СПб. : Полигон, 2002. — 704 с. — ISBN 5-89173-171-1.
- Суріков І. Є. Антична Греція: політики у контексті епохи. — М. : Російський Фонд Сприяння Освіті та Науці, 2011. — 328 с. — ISBN 978-5-91244-030-4.
- Суріков І. Є. Перикл та Алкмеоніди // Вісник давньої історії. — 1997. — Вип. 223. — № 4 (3 липня). — С. 14—35.
- Heftner H. Alkibiades. Staatsmann und Feldherr. — Primus Verlag, 2011. — 240 с.